# Cornelio Bentivoglio
Cornelio Bentivoglio (ur. 27 marca 1668 – zm. 30 grudnia 1732) – włoski kardynał.

## Życiorys
Pochodził z Ferrary z arystokratycznej rodziny. Ukończył studia prawnicze na uniwersytecie w Ferrarze ze stopniem doktora utroque iure (1701). Następnie udał się do Rzymu, gdzie został referendarzem Obojga Sygnatur (1702) oraz klerykiem Kamery Apostolskiej (1706). W grudniu 1711 przyjął święcenia kapłańskie.
W 1712 papież Klemens XI mianował go najpierw tytularnym arcybiskupem Kartaginy (16 marca 1712), a krótko potem (20 maja 1712) nuncjuszem apostolskim we Francji. Po wydaniu przez Klemensa XI antyjansenistycznej bulli Unigenitus Filius Dei, która we Francji spotkała się z nieprzychylnym przyjęciem, zdecydowanie i nie zawsze taktownie bronił stanowiska Stolicy Apostolskiej, co wywołało konflikt z regentem Francji Filipem Orleańskim. Regent żądał odwołania go z nuncjatury.
W celu rozwiązania kłopotliwej sytuacji Klemens XI 29 listopada 1719 mianował go kardynałem, a w marcu 1720 wysłał go do prowincji Romania w charakterze papieskiego legata (gubernatora). Jego legacja w Romanii była następnie dwukrotnie (1721 i 1724) przedłużana i trwała do stycznia 1727. W międzyczasie kardynał Bentivoglio wziął udział w konklawe 1721 i konklawe 1724.
W 1726 król Hiszpanii Filip V Burbon mianował go swoim ambasadorem i ministrem pełnomocnym przy Stolicy Apostolskiej. Funkcję tę sprawował aż do śmierci. Działając w tym charakterze, na konklawe 1730 zgłosił weto króla Hiszpanii przeciwko kandydaturze kardynała Giuseppe Renato Imperiali.
Kardynał Bentivoglio był poetą i tłumaczył na język włoski łacińskie wiersze. Jako poeta i tłumacz używał pseudonimu Selvaggio Porpora.
Cornelio Bentivoglio zmarł w Rzymie w wieku 64 lat i został pochowany w swoim kościele tytularnym Santa Cecilia.

## Twórczość literacka
Cornelio Bentivoglio pisał sonety, dialogi poetyckie, utwory o modnej wówczas tematyce pasterskiej i traktaty z dziedziny filozofii i historii. Przetłumaczył na włoski między innymi epos w dwunastu księgach Tebaida Publiusza Papiniusza Stacjusza i komedię Pulchérie Pierre'a de Corneiille'a.